# Rivière Lefroy
Pour les articles homonymes, voir Lefroy.
La rivière Lefroy est un affluent du littoral ouest de la baie d'Ungava. La rivière Lefroy coule dans la région du Nunavik, dans la péninsule d'Ungava, dans la région administrative du Nord-du-Québec, au Québec, au Canada.

## Géographie
La rivière Lefroy prend sa source au nord de la zone de tête de la rivière Saint-Fond, au sud du lac Peters et à l'est du lac Tasialujjuaq.
D'une longueur de 74 km, la rivière Lefroy coule à priori vers le nord-est, puis vers l'est, pour se déverser sur une longue grève (qui s'étend jusqu'à 3,3 km à marée basse), au fond de la baie de Bonnard, sur le littoral ouest de la baie d'Ungava.

## Toponymie
Le toponyme rivière Lefroy évoque l'œuvre de vie de sir Henry Lefroy (1817-1890), militaire anglais spécialisé dans l'artillerie et homme de science qui fut assigné au Canada en 1842 pour étudier les caractéristiques géomagnétiques de l'Amérique du Nord, particulièrement celles des Territoires du Nord-Ouest.
De 1844 à 1853, ce scientifique a été responsable de l'observatoire magnétique de Toronto, avant de devenir administrateur colonial aux Bermudes et en Tasmanie, de 1853 à 1882. Lefroy reviendra au Canada en 1877 ; puis une dernière fois en 1884 à titre de président de la section de géographie de la British Association for the Advancement of Science. À cette dernière occasion, Lefroy reçut un doctorat honorifique en droit du McGill College.
La toponymie canadienne a rendu un hommage particulier à ce scientifique en officialisant deux autres toponymes en son honneur :
- Lefroy, une localité au sud-ouest du lac Simcoe, à 75 km au nord de Toronto, en Ontario, et
- mont Lefroy, un mont situé à environ 125 km à l'ouest de Calgary, sur la frontière de l'Alberta et de la Colombie-Britannique.

Les variantes toponymiques de l'histoire de cette rivière du nord du Québec, ont été : rivière de Bonnard et Nanuit Kuunga d'origine inuite.
Le toponyme rivière Lefroy a été officialisées le 5 décembre 1968 par la Commission de toponymie du Québec.